# 야마하 YZF-R3
야마하 YZF-R3(영어: Yamaha YZF-R3)는 야마하 발동기에서 2015년부터 생산 중인 321cc(19.6cu in) 인라인 트윈 엔진을 탑재한 스포츠 모터사이클이다.